# Richard Francke
Richard Francke (* 11. April 1886 in Saarbrücken; † 24. Februar 1947 im sowjetischen Speziallager Nr. 1 Mühlberg) war ein deutscher Reichsgerichtsrat.

## Leben
Der Sohn eines evangelischen Kaufmanns legte die juristischen Staatsprüfungen 1907 und 1911 mit „gut“ ab. Er wurde promoviert. 1913 wurde er zum Gerichtsassessor ernannt. Am Ersten Weltkrieg nahm er zuletzt als Leutnant der Reserve teil. Mitte Juni 1919 wurde er Landrat, dann Landgerichtsrat in Saarbrücken. Anfang August  1928 kam er als Landgerichtsdirektor nach München-Gladbach, Mitte September nach Saarbrücken. 1929 wurde Francke Obergerichtsrat des Obersten Gerichtshofs des Saargebiets in Saarlouis. Am 1. Juni 1933 kam er als Landgerichtsdirektor nach Düsseldorf. Im Mai 1938 kam er als Hilfsrichter an das Reichsgericht. Die Ernennung zum Reichsgerichtsrat erfolgte im Dezember 1938. Er war im  IV. und II. Strafsenat tätig.

## Ehrungen
- 1938 Silbernes Treudienst-Ehrenzeichen

## Quelle
- Friedrich Karl Kaul, Geschichte des Reichsgerichts, Band IV (1933–1945), Ost-Berlin 1971, S. 268.
- Initiativgruppe Lager Mühlberg e. V. (Hrsg.): Totenbuch – Speziallager Nr. 1 des sowjetischen NKWD, Mühlberg/Elbe., Mühlberg/Elbe, 2008, S. 71, ISBN 9783000269998

| Personendaten    | Personendaten               |
| ---------------- | --------------------------- |
| NAME             | Francke, Richard            |
| KURZBESCHREIBUNG | deutscher Reichsgerichtsrat |
| GEBURTSDATUM     | 11. April 1886              |
| GEBURTSORT       | Saarbrücken                 |
| STERBEDATUM      | 24. Februar 1947            |
| STERBEORT        | Speziallager Nr. 1 Mühlberg |